# Scapania davidii
Scapania davidii là một loài rêu trong họ Scapaniaceae. Loài này được Potemkin mô tả khoa học đầu tiên năm 2001.